# SM U-62 (1916)
SM U-62 – niemiecki okręt podwodny typu U-57 zbudowany w AG Weser w Bremie w latach 1914-1916. Wodowany 2 sierpnia 1916 roku, wszedł do służby w Cesarskiej Marynarce Wojennej 30 grudnia 1916 roku, a jego dowódcą został kapitan Ernst Hashagen. U-62 w czasie dziewięciu patroli zatopił 47 statków o łącznej pojemności 123 294 BRT oraz pięć uszkodził. Zatopił także jeden okręt wojenny o wyporności 9517 BRT. 15 lutego 1917 roku został przydzielony do II Flotylli, w której służył do końca działań wojennych.
W czasie pierwszego patrolu 8 marca 1917 roku, na Oceanie Atlantyckim, około 45 mil od skalistej wysepki Fastnet Rock w Irlandii, U-62 zatopił norweski statek parowy SS „Storstad” o pojemności 6028 BRT, który płynął z Buenos Aires do Rotterdamu z ładunkiem kukurydzy. 
19 października 1917 roku na obszarze Western Approaches zaatakował i zatopił duży brytyjski uzbrojony parowiec SS „Orama”. W wyniku ataku zginęło pięciu członków załogi. 
7 sierpnia 1918 roku U-62 zaatakował francuski krążownik pancerny „Dupetit-Thouars”. W wyniku ataku torpedowego około 400 mil na zachód od Brestu „Dupetit-Thouars” został uszkodzony i zatonął. 
22 listopada 1918 roku kapitan Ernst Hashagen poddał okręt Royal Navy. Na przełomie 1919 i 1920 roku U-62 został zezłomowany w Falkirk.